# Sijbrand Izaäks Feitama
Sijbrand Izaäks Feitama, född 10 december 1694 i Amsterdam, död där 13 juni 1758, var en nederländsk författare och översättare.
Feitama var en av de främsta bland de förfranskade nederländska författarna. Han översatte Nicolas Boileaus satirer, Voltaires "Henriade" (1753), François Fénelons "Les Aventures de Télémaque" (på vers) och tolv franska sorgespel (av bland andra Thomas Corneille, Voltaire och Antoine Houdar de La Motte; samlade 1735) språkrent och formskickligt. Hans originalverk är obetydliga.